# Palais Al-Manyal
Le Palais Al-Manyal ou Palais Mohammed Ali Tewfik est un palais et un musée situé sur l'île d'El Roda au Caire en Égypte. Construit au XIXe siècle par le prince Mohammed Ali Tewfik, le palais s'étendait sur 61 711 m2 et est constitué de plusieurs bâtiments et un jardin. Le palais est construit dans un style islamique moderne inspiré de l'architecture fatimide et mamelouk avec une décoration et un mobilier qui associe un mélange de styles ottoman, marocain, perse, syrien et rococo européen.

## Historique
Le terrain sur lequel est bâti le palais a été la propriété des princes Mustafa Fazıl Pacha et Ahmad Rifaat Pasha qui l'ont vendu au Khédive Ismaïl en 1859. Ce dernier a remis ses biens situés sur l'île El Roda en 1861 à Alliot Marie-Joseph appelé Duc Edmond qui a légué la totalité en 1888 à Jean Claude Archide, un ressortissant français[réf. nécessaire].

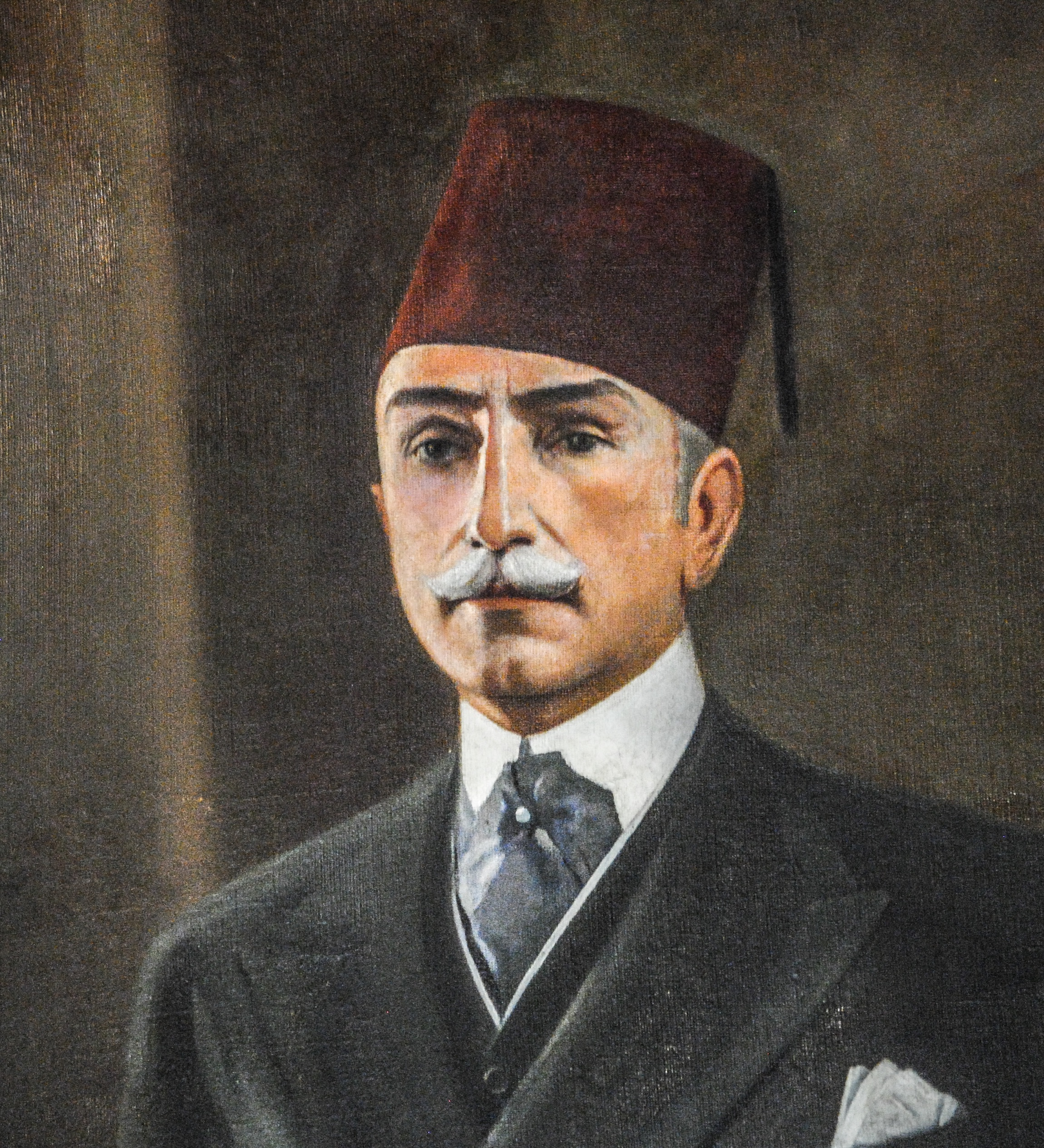
Portrait de Mohamed Ali Tawfik au Palais Al-Manyal

Le 24 septembre 1902, le prince Mohammed Ali Tewfik a acheté tous les terrains de Jean Claude Archide lesquels s'étendaient sur une superficie totale de 75 620 m2.
La construction du palais a été lancée en 1903 et achevé en 1907. À cinquante ans, le prince a demandé dans son testament que le palais et son musée privé fassent l'objet d'un Waqf  pour abriter un musée d'art et que le jardin soit transformé en parc public.
Après la révolution de 1952, les commissions de gestion des biens restitués ont trié les objets au sein du palais et les ont remis en 1955 au service des antiquités.
En 1964 une partie du palais est transformée en hôtel cinq étoiles géré par l'« Egyptian General Organisation for Tourism and Hotels » puis loué au Club Med entre 1968 et 1994 et ensuite géré par l'État pour abriter de luxueuses fêtes de mariages et des spectacles.
En 2005 le palais a été repris par le service des antiquités et un vaste plan de restauration a été entrepris jusqu'à son ouverture au public en 2015.
Pour des raisons d'urbanisation, la surface totale du palais a été réduite de moitié.

## Bâtiments
Le palais est composé de six bâtiments.

### La réception

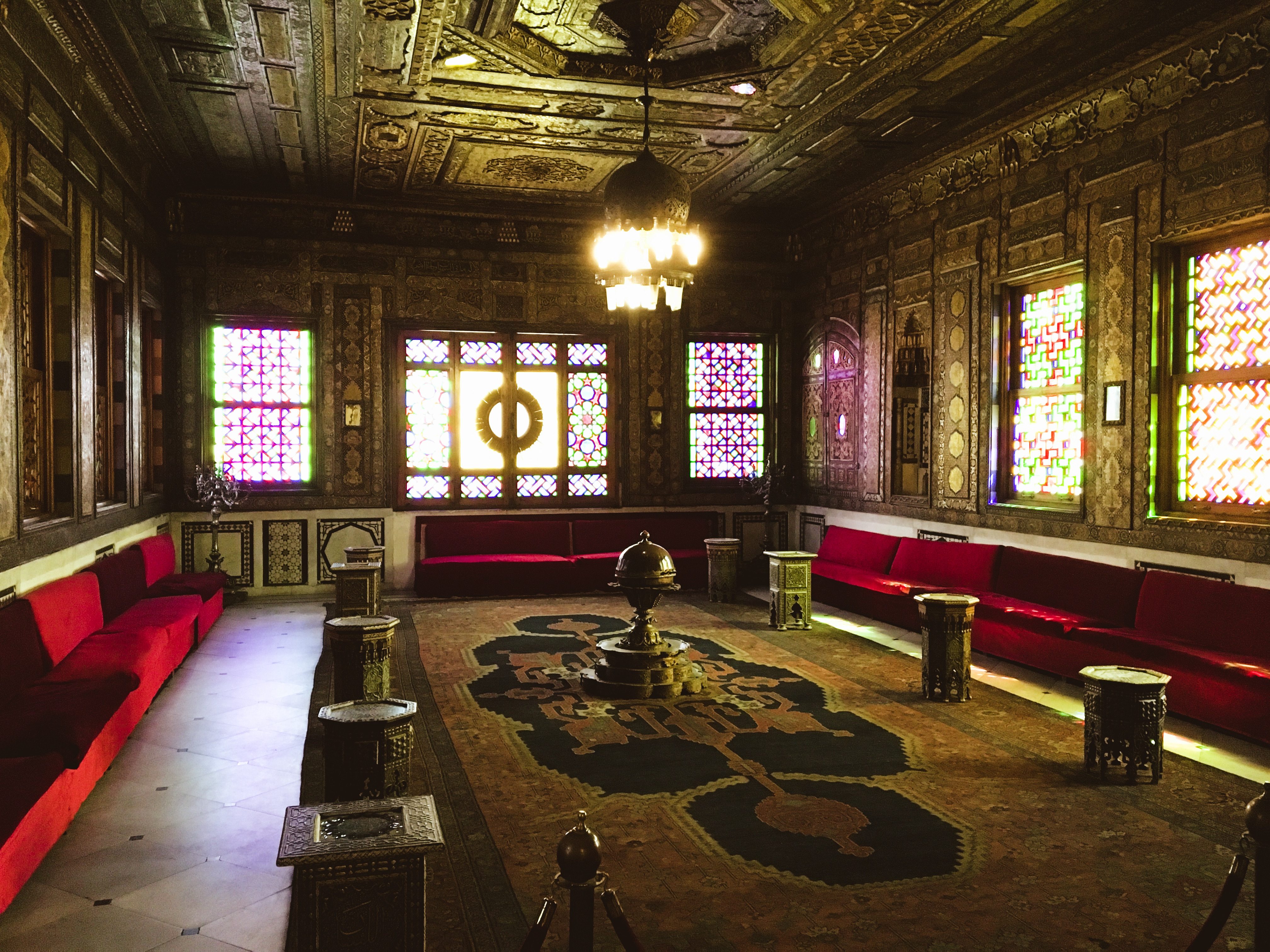
La salle Shamia.

Située à droite de la porte principale du palais, la réception est composée de deux niveaux :
- Le rez-de-chaussée : il comporte deux salles, la première est la  salle dite des honneurs dans laquelle est exposée une grande peinture du prince ; une table sur laquelle deux plats et un registre permettent aux visiteurs du prince de déposer leurs cartes de visite et inscrire leurs noms. La deuxième salle est celle de réception des invités qui donne accès à la mosquée, elle est destinée à accueillir les haut dignitaires après la prière du vendredi. Entre les deux salles, des escaliers relient le rez-de-chaussée à l'étage supérieur.
- À l'étage, à droite une salle de réception divisée en deux parties de style syrien dite la « Shamia », décorée par les boiseries de l’ancien palais syrien Al-Azama. La première partie est un patio dont les murs en bois coloré sont richement décorés par des formes géométriques et florales ainsi que des extraits de poèmes sur quatre côtés, ce petit patio donne accès à droite à une petite salle destinée aux femmes des invités, qui comporte une très belle moucharabieh. La salle principale est percée par des fenêtres avec des carreaux en verts colorés de formes géométriques, la fenêtre centrale au fond de la salle comporte le disque solaire symbole de la famille royale. Une cheminée décorative de style ottomane est placée sur l'un des murs de la salle. Sur les trois côtés, la salle est entourées de bancs de velours rouge. À droite, une salle de style marocain dont les murs sont décorés par de la faïence bleue et blanche, des miroirs et des petites fenêtres laissant passer une lumière colorée.

### La tour de l'horloge

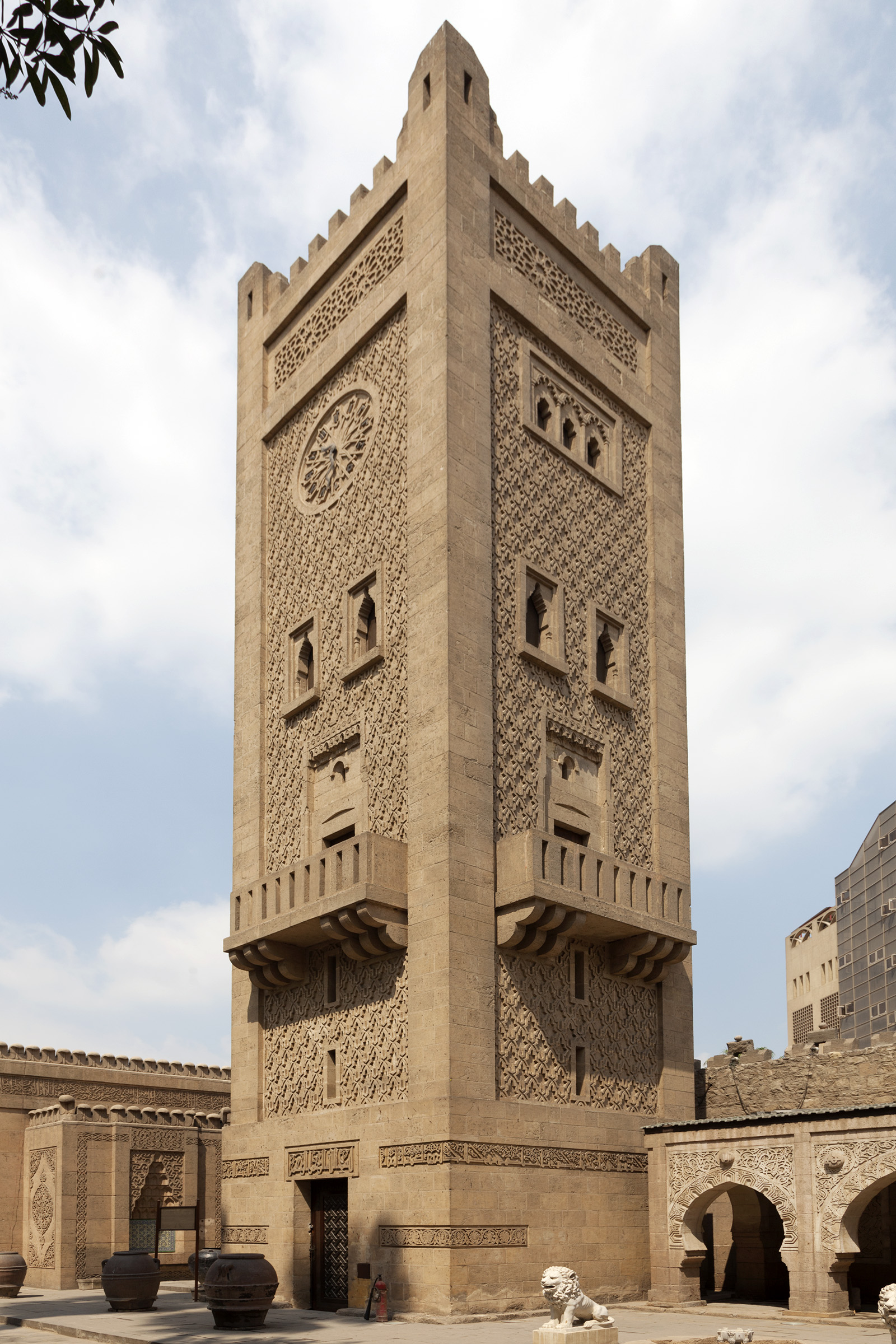
Tour de l'horloge

Elle est bâtie à l'image des minarets de style mauresque ; elle ressemble à l'horloge de son frère Abbas II Hilmi installée à la gare Ramsès avec la singularité des aiguilles en forme de serpent.

### La mosquée

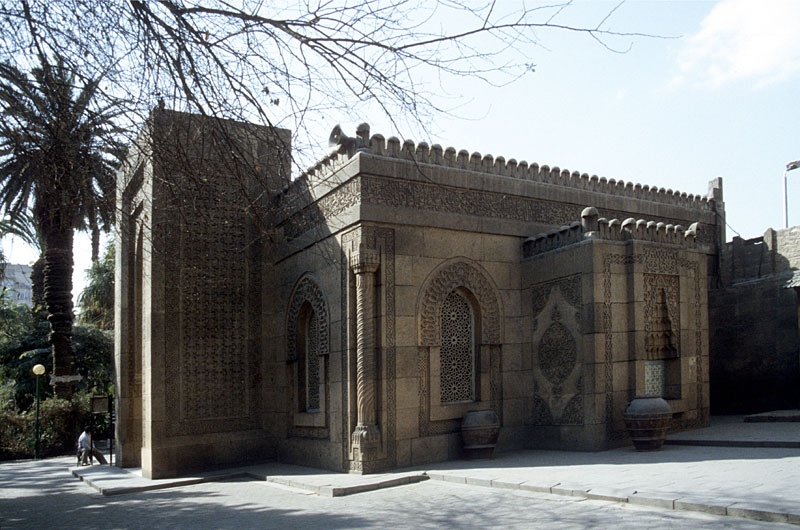
La mosquée

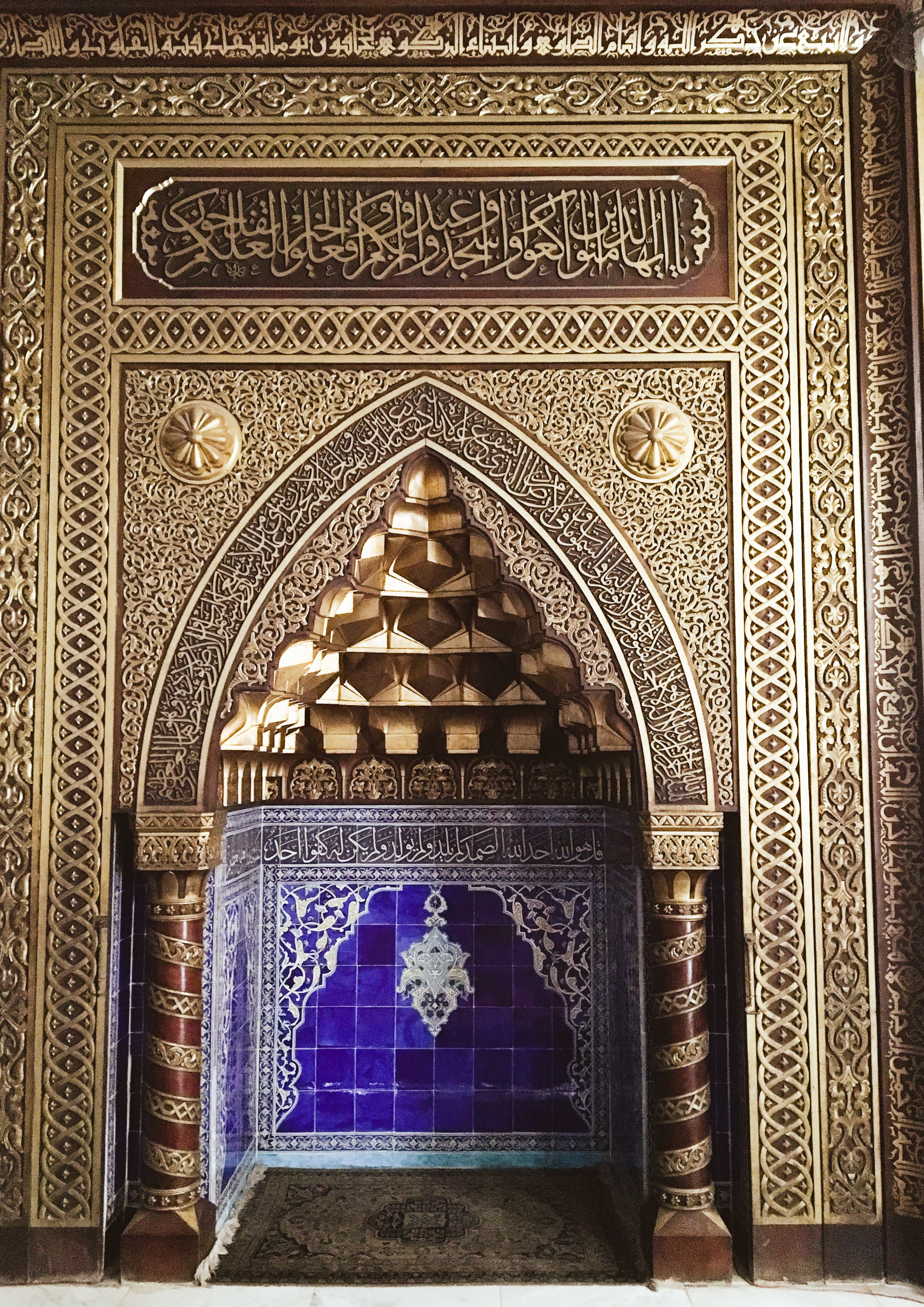
Le mihrab

Elle a une forme de deux cubes juxtaposés, de petite superficie avec une conception architecturale très simple. Dans le porche d'entrée, on trouve à gauche une plaque en marbre citant les noms des artisans qui ont participé à sa construction, à droite, une autre plaque commémore la construction de la mosquée. La salle de prière est composée de deux parties distinctes séparées par deux colonnes. La première partie en face de l'entrée principale est destinée probablement aux dignitaires et invités du prince, dans cette partie se trouve un très beau mihrab richement décoré avec, au fond de la niche, de la faïence bleu et blanc, un plafond en bois doré et un cadre garni par des décors géométriques et des versets du coran, le minbar de petite taille en bois doré, qui ressemble à celui de la mosquée al-Juyushi décoré avec le disque solaire, emblème de la famille royale Alaouite, le plafond de cette partie de la mosquée est en nid d'abeille avec de petites ouvertures laissant passer la lumière du jour à travers de petites coupes en verre. Dans la deuxième partie de la mosquée, destinée probablement aux citoyens, on trouve une dakkah dédiée au réciteur du Coran. Le plafond de cette partie comporte également un grand disque solaire. Malgré sa petite taille, la mosquée est très richement décorée notamment sur les murs avec des inscriptions coraniques et de remarquables grandes plaques en faïence avec des inscriptions en miroirs. La mosquée comporte plusieurs portes : la porte principale qui s'ouvre sur le jardin est en bois, couverte par une épaisse plaque de cuivre très décorée, une petite porte qui ouvre sur la tour puis la salle de réception et est destinée aux invités du prince après la prière du vendredi, une troisième porte qui s'ouvre sur la rue et est destinée aux citoyens. Les murs de la mosquée sont garnis de tableaux de faïence qui comportent des versets du coran inscrits en miroirs, les noms des quatre premiers califes ainsi que la sourate Al-Ikhlas écrite à trois endroits différents.

### Le musée de la chasse

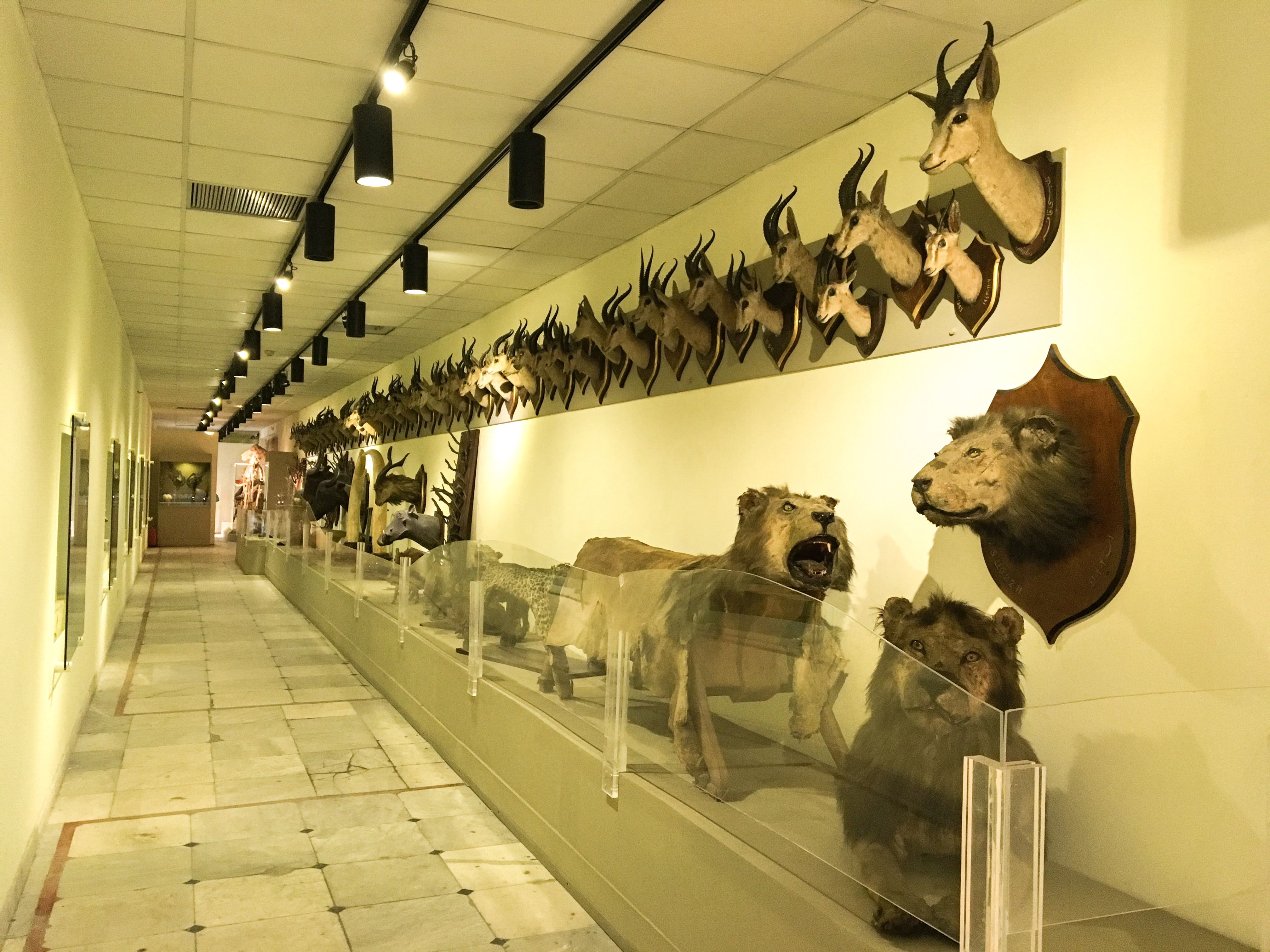
Musée de la chasse.

Il s'agit de l'ancienne écurie du palais ; il prend la forme d'un long couloir qui rassemble les trophées de chasse du roi Farouk composés essentiellement d'une série de plusieurs dizaines d'antilopes, et du prince Youssef Kamal composés de félins. Le musée comporte également une collection de différents oiseaux, de papillons, de reptiles, de rongeurs, de buffles, des défenses et un pied d'éléphant, une carte des régions de chasse en Égypte et des photos du roi Farouk en sorties de chasse. Les pièces sont très bien répertoriées et exposées. On retrouve également le squelette d'un cheval et l'un des deux dromadaires qui servait au transport de la Kiswa de la Kaaba de l'Égypte à La Mecque.

### La résidence du prince

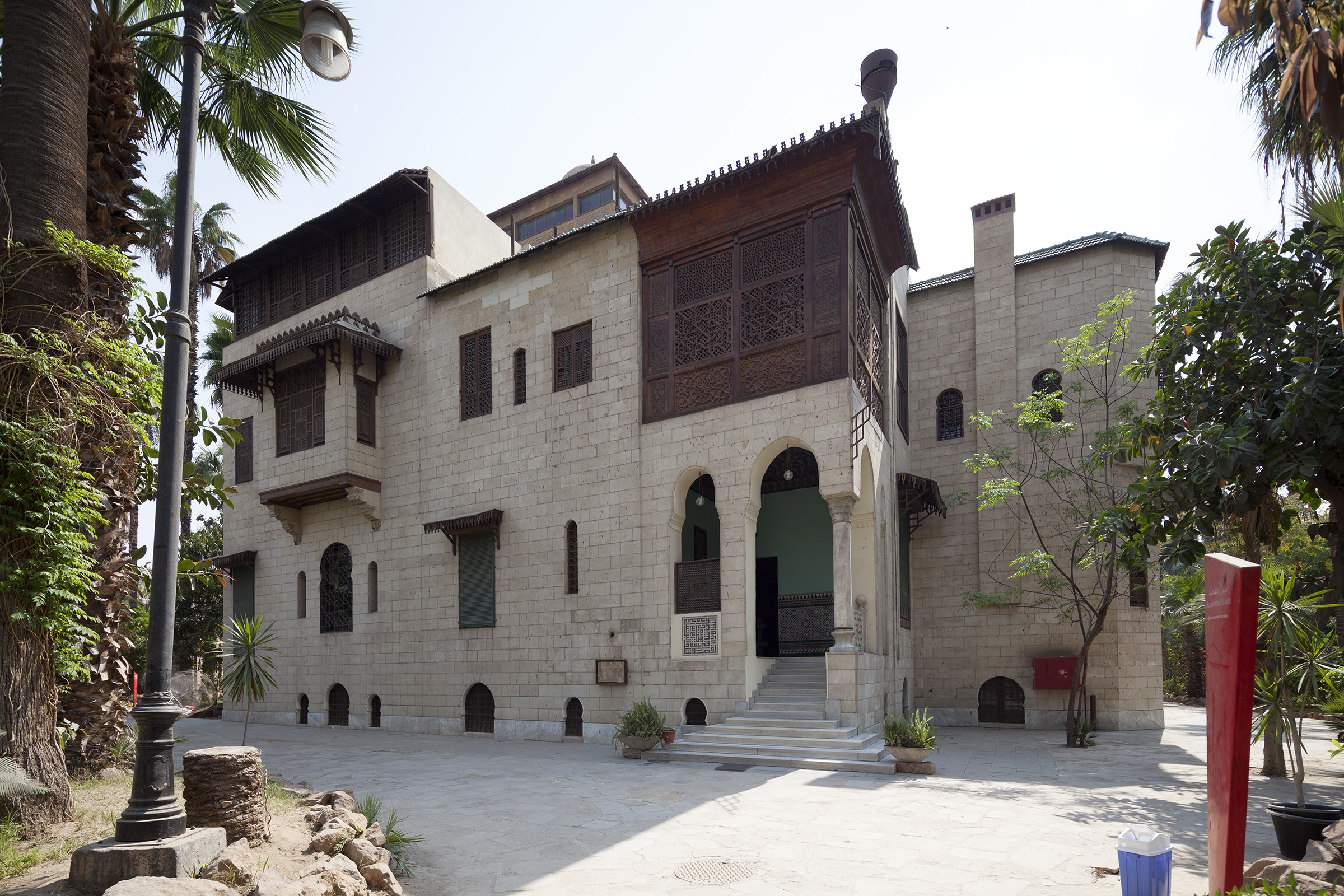
La résidence principale du prince.

Il s'agit du premier bâtiment construit dans le palais et destiné à accueillir le prince. La résidence, chef-d'œuvre architectural et décoratif, est composée de deux étages et d'une tour à laquelle on accède par un escalier de quelques marches.
Le premier étage renferme une série de salles communicant autour d'un espace central :
- la pièce centrale a une petite fontaine d'albâtre au centre, des murs couverts par de la faïence, un grand tableau de Méhémet Ali pacha surmonté par le disque solaire, un arc décoré par Al-Fatiha, la première sourate du coran ; des escaliers en bois qui montent au premier étage et plusieurs ouvertures aux différentes salles de la résidence et un miroir qui permet au prince d'observer le rez-de-chaussée et l'arrivée de ses invités à partir de l'étage supérieur ;

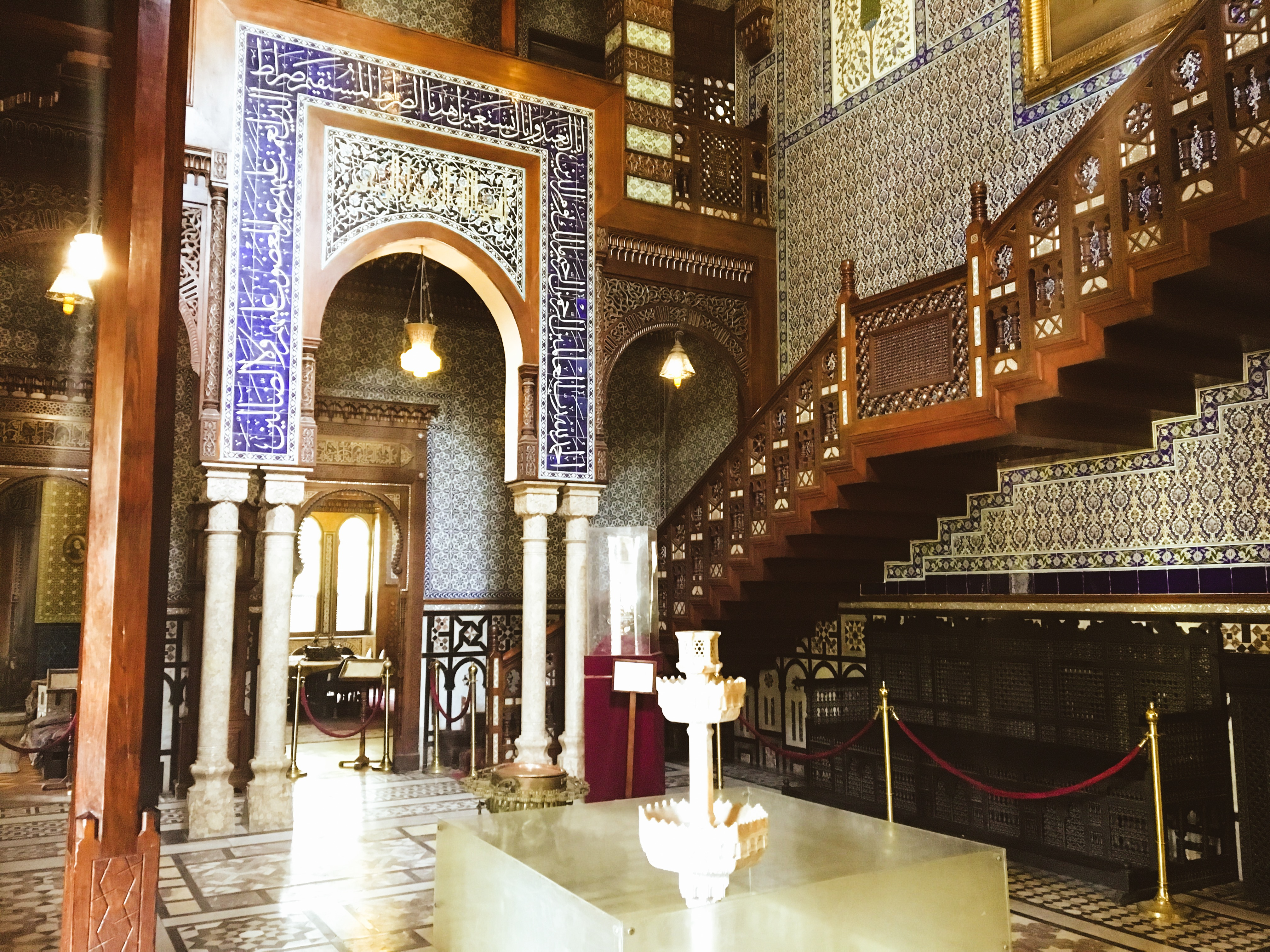
La pièce centrale.

- la chambre « Chikma » contient plusieurs chaises et fauteuils avec une table centrale sur laquelle est posée une boite destinée probablement à déposer des bijoux ;
- la salle à manger contient une grande table entourée de chaises ainsi qu’une belle vitrine exposant une belle collection de vaisselles ;
- la salle nacrée est juxtaposée à la salle à manger ; elle est destinée à accueillir les invités du prince après le déjeuner ou le diner pour se reposer et prendre du café ; tous les meubles sont en bois incrusté de nacre ;
- la salle d’hiver, de petite taille, est juste à côté de la salle nacrée ; elle contient plusieurs petits fauteuils entourant une cheminée de style ottoman en bois de santal qui laisse dégager une agréable odeur et qui ressemble à celle au palais de Méhémet Ali à Kavála en Grèce et un radiateur domestique ;
- la salle de réception destinée à accueillir les invités pour les soirées de spectacles, deux murs comportent deux grandes miroirs qui donnent de la profondeur à la salle et permettent également de regarder le spectacle par les femmes installées à l'étage supérieur aux murs décorés par des peintures florales très probablement peints de la propre main du prince ; une petite salle adjacente est aménagée pour accueillir les femmes âgées qui ne peuvent pas monter à l'étage ;
- le salon bleu, appelé ainsi en raison de la couleur bleu de la peinture et décoration de la partie inférieure des murs sur lesquels sont suspendus une série de tableaux et de portraits dont les plus fameux sont celui de la chanteuse Almaz et celui qui représente la mosquée bleue, comporte également des fauteuils en cuir et une table centrale en porcelaine ;
- le bureau du prince contient encore ses livres et documents.

Le deuxième étage renferme une salle de bains, la chambre à coucher du prince avec un fauteuil, un lit et une armoire et la chambre de sa compagne appelée Alice. Le reste de l’étage n’est pas ouvert à la visite.

### L'édifice du trône

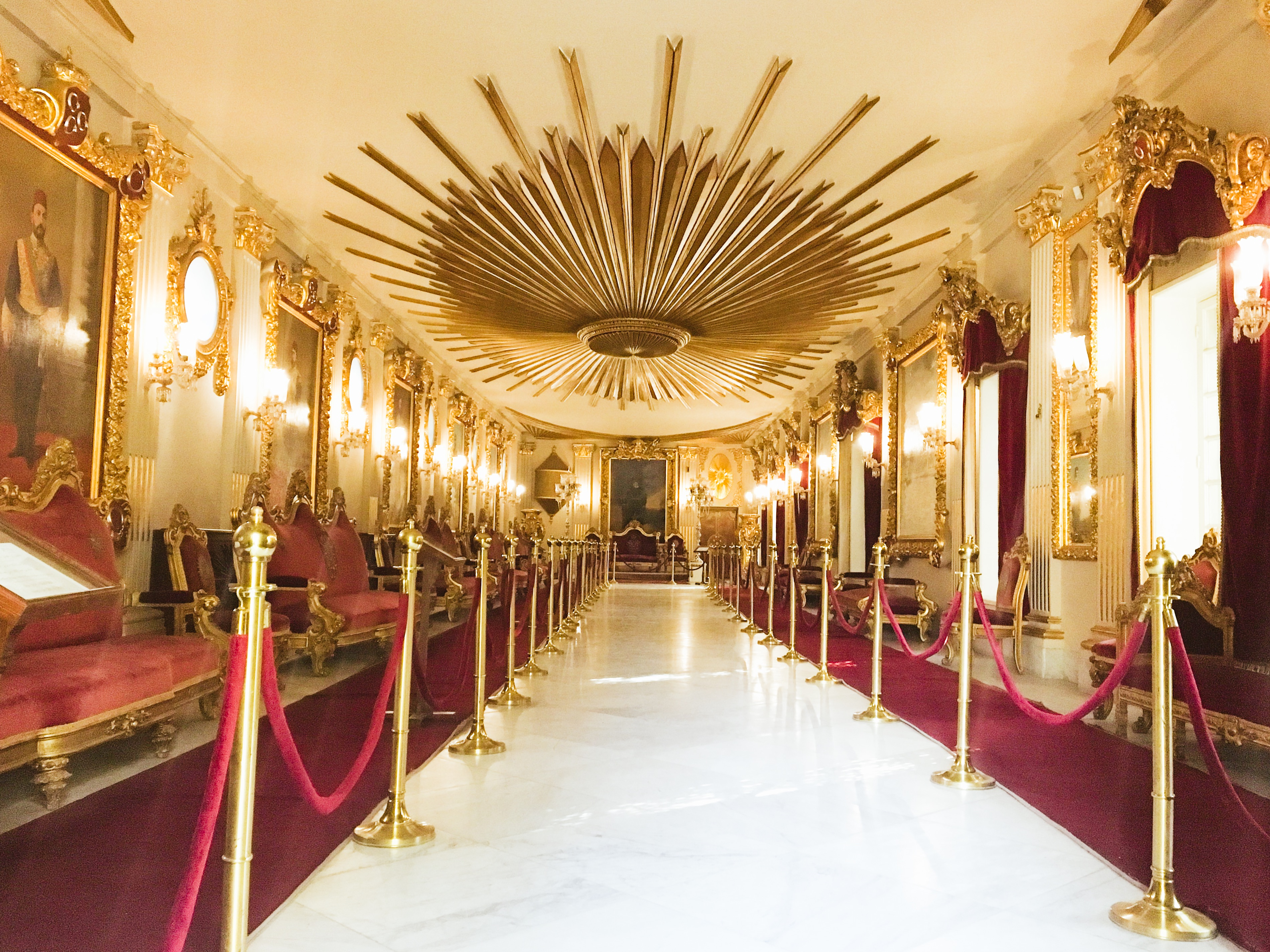
La salle du trône.

Au premier étage, la salle du trône, de forme rectangulaire, est meublée des deux côtés par des fauteuils en bois doré et velours rouge sur lesquels est inscrit le nom de Mohamed Ali. Les murs sont percés à gauche de fenêtres circulaires et à droite de fenêtres rectangulaires. Le mur de gauche est couvert par une série de tableaux de la dynastie de Mohamed Ali dont Abbas Helmi II, Abbas Pacha Ier, Ibrahim Pacha, tandis que sur le mur de droite plusieurs miroirs et deux tableaux représentant des vues de l'Égypte. Sur toute la surface du plafond, le sigle de la dynastie : le fameux soleil en bois doré avec ses rayons qui se dégagent en lignes droites. Au fond de la salle, le trône avec en arrière un grand tableau de Mohammed Ali Pacha et de part et d'autre du trône de grands chandeliers en cristal ; également, une petite porte permet d'accéder à l'étage supérieur. Selon Najet Belhatem, Cette salle résonne comme un cri étouffé du prince qui s’est vu « privé du trône de l’Égypte ».
L'accès à l'étage supérieur se fait par un escalier en marbre avec des murs recouverts par de grands tableaux de faïence de différents motifs et couleurs ainsi que deux morceaux de l'étoffe de la Kaaba.
Au deuxième étage, on trouve successivement trois salles :
- la « salle Aubusson » dont les murs sont couverts d'un tissu français appelé tapisserie d'Aubusson. Le salon est meublé par des fauteuils de style français avec un piano et une table d'échecs ;
- le salon bleu ;
- le salon d'Amina Hanem.

### La salle dorée
Non ouverte à la visite, actuellement destinée uniquement à des événements privés tels que des cérémonies ou des tournages.

## Galerie Photos

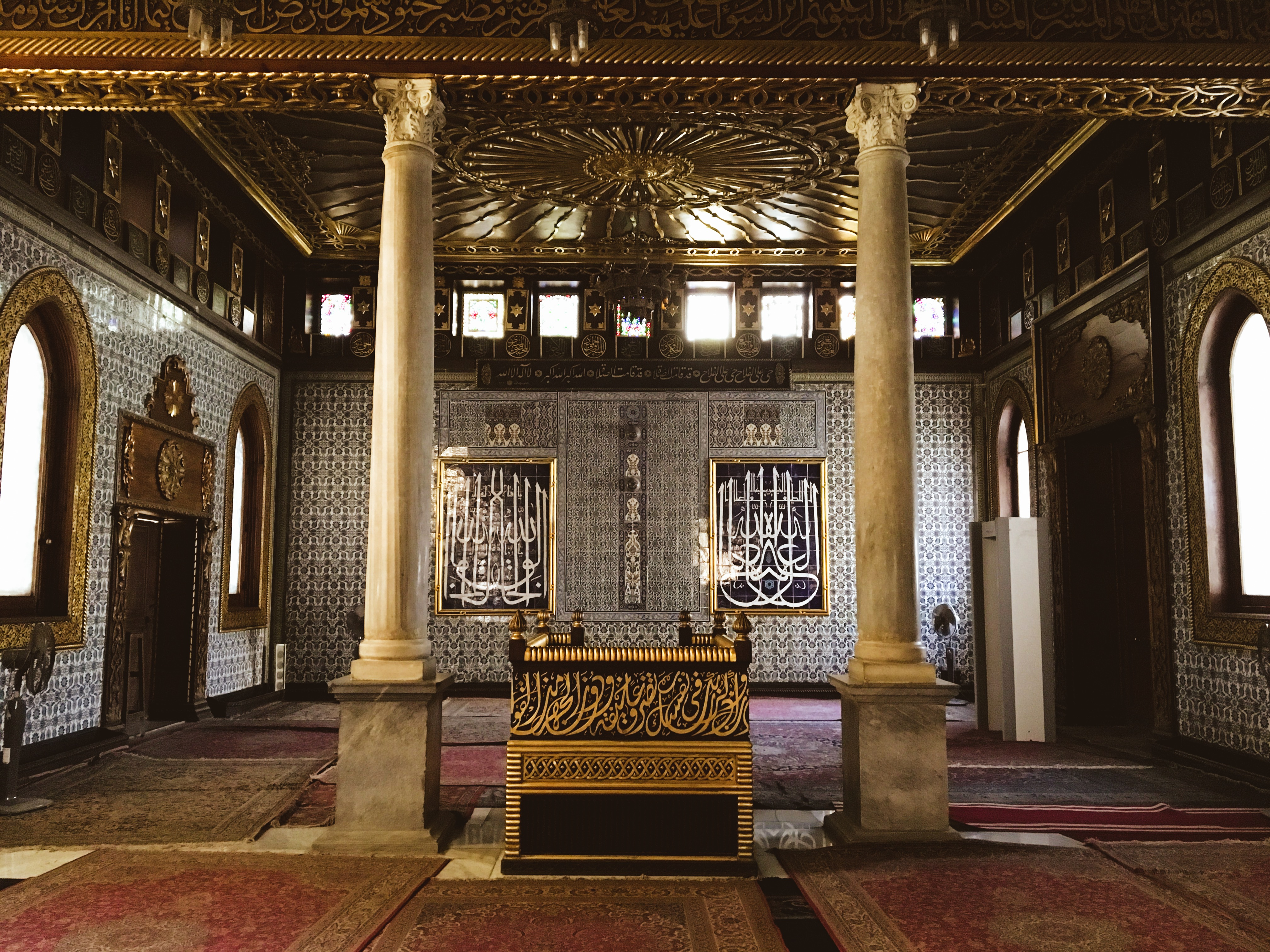
Mosquée
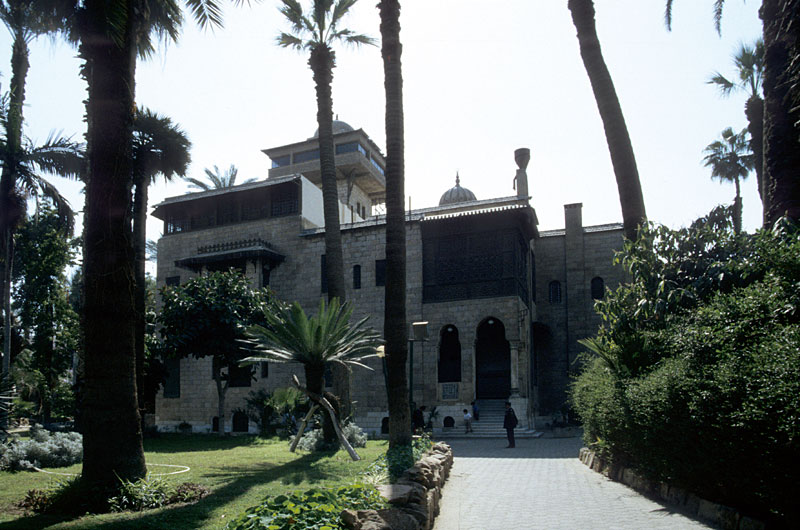
Le Palais vu du jardin
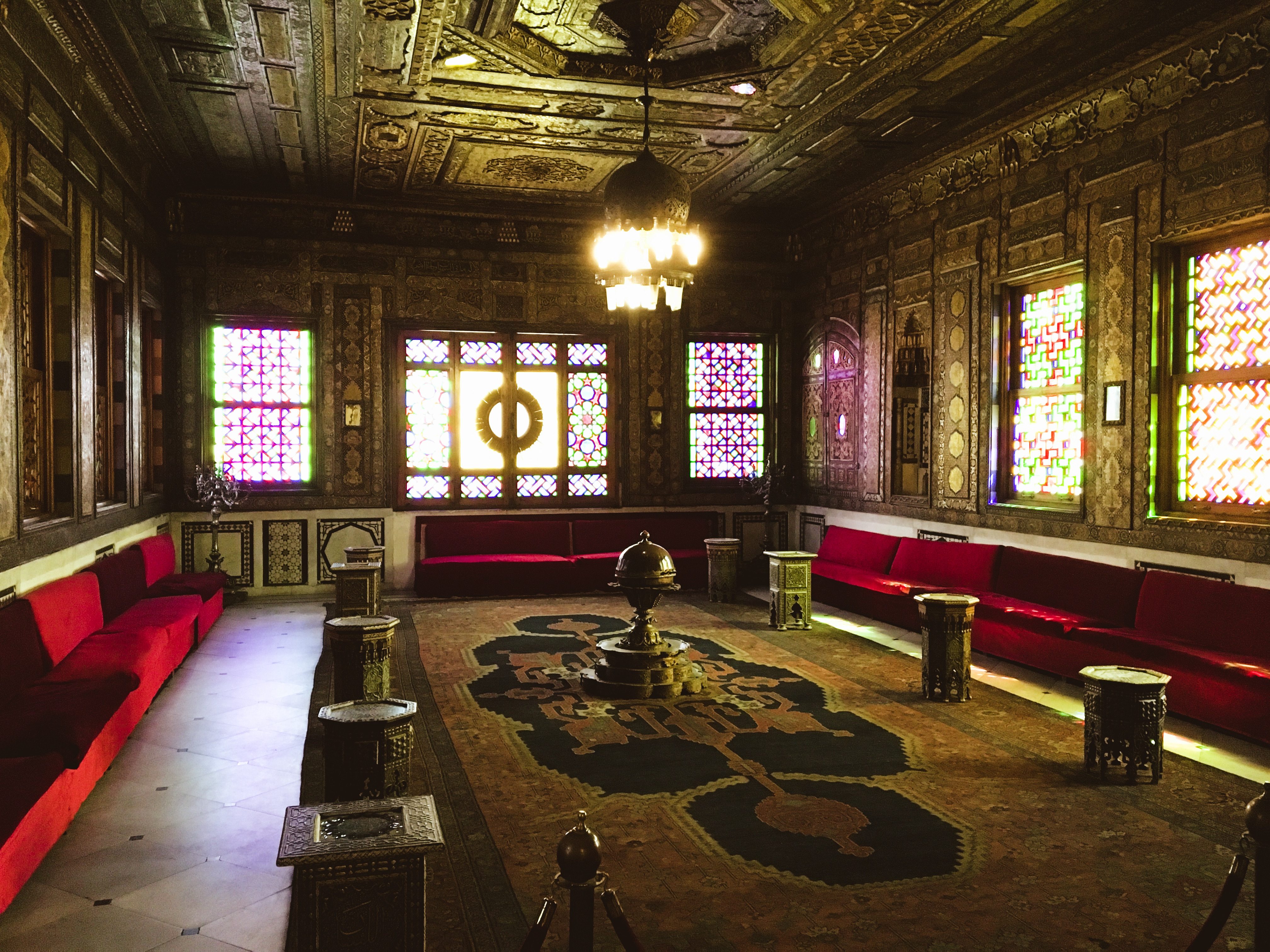
Salon Syrien
Jardin du Palais
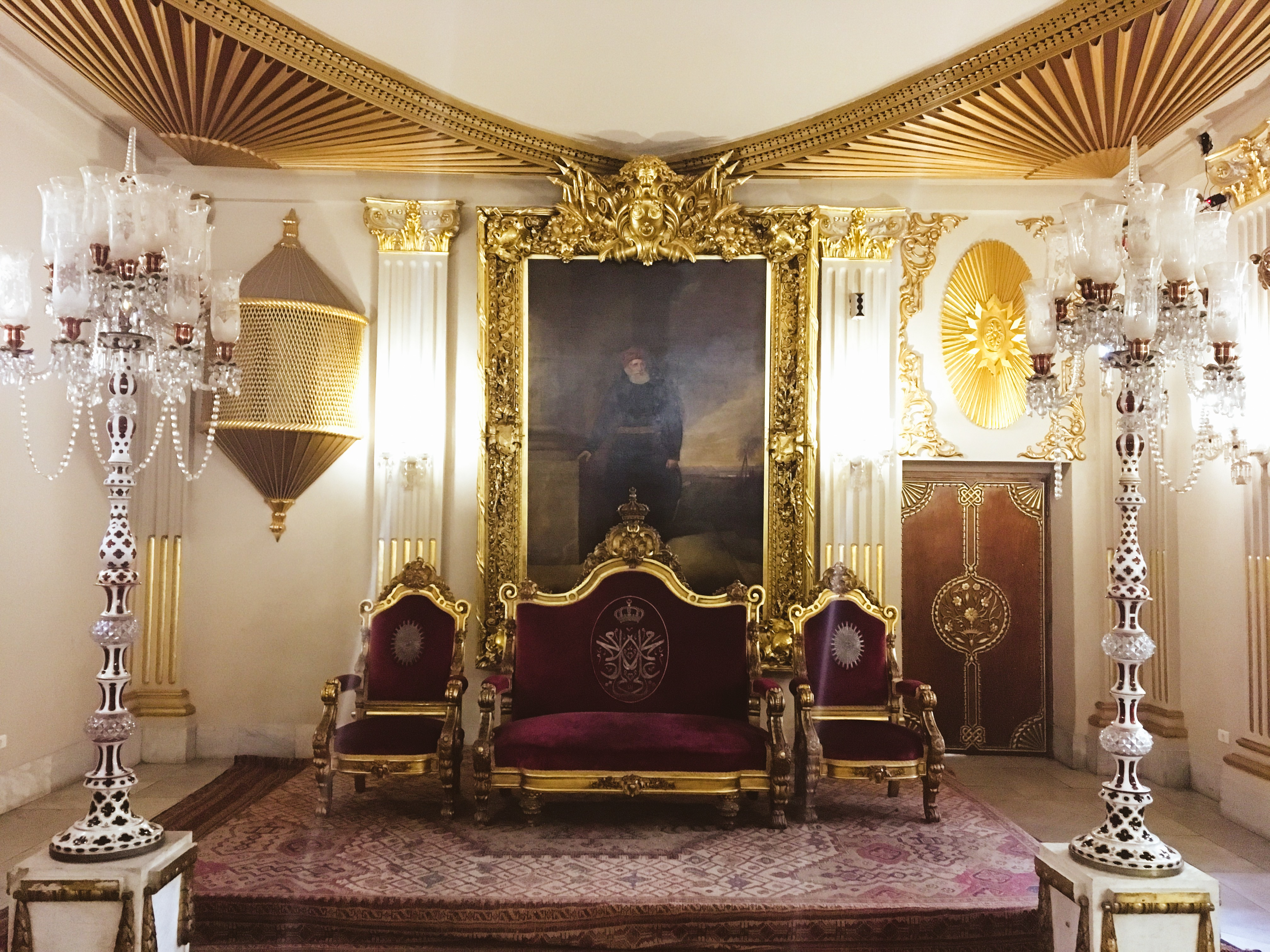
Trône
Jardin du Palais
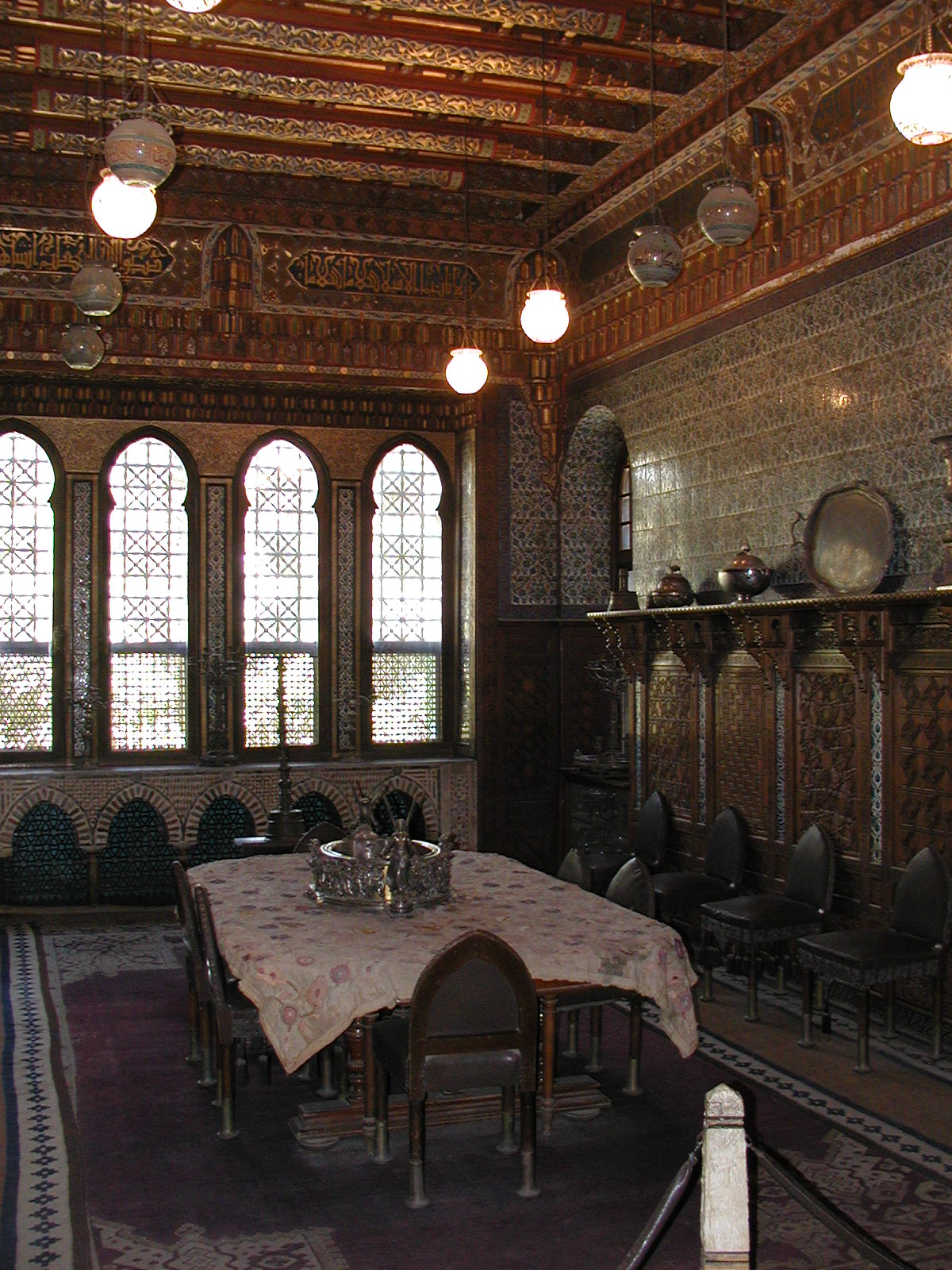
Salle à manger
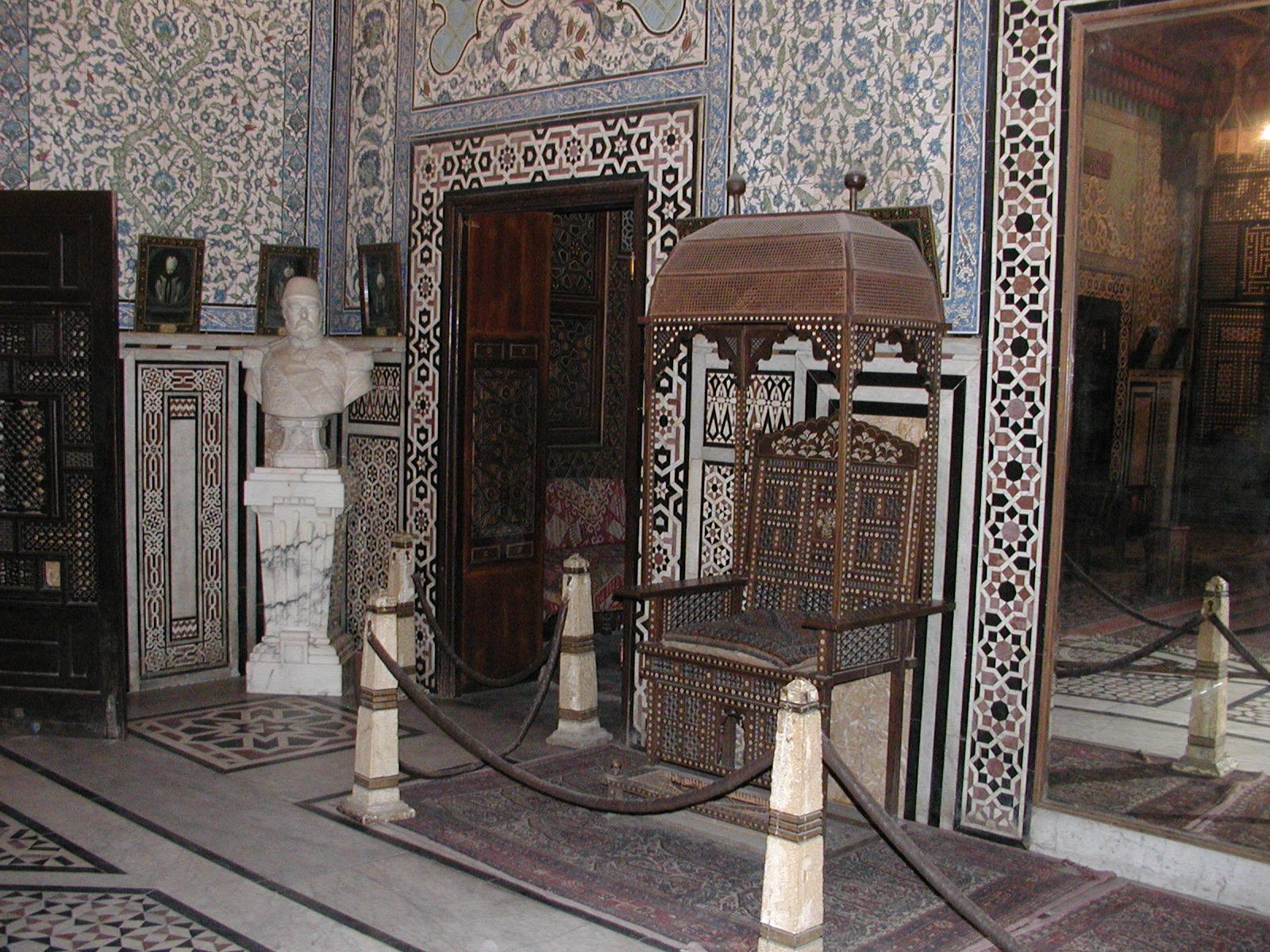
Salle de réception
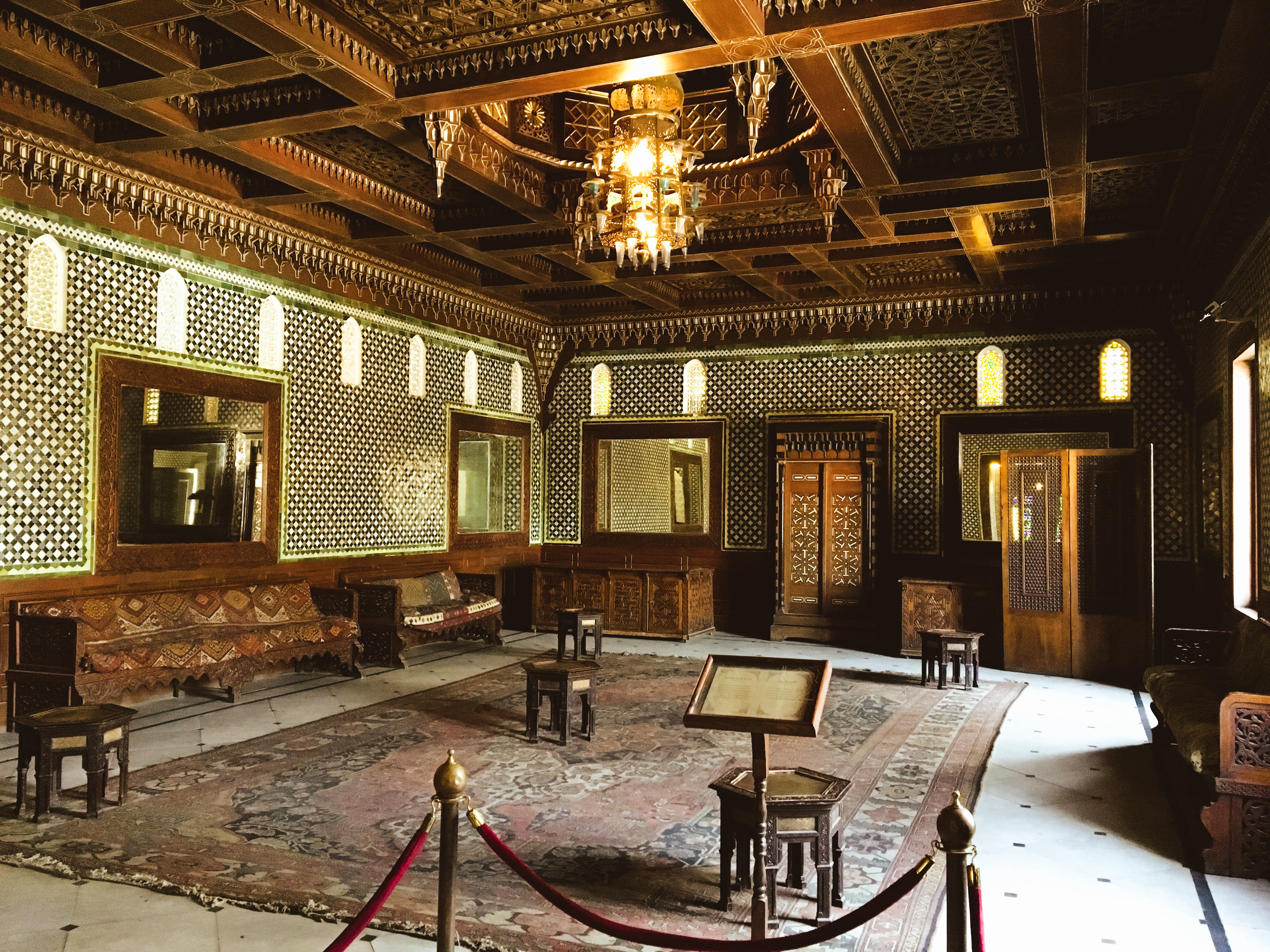
Salon Marocain
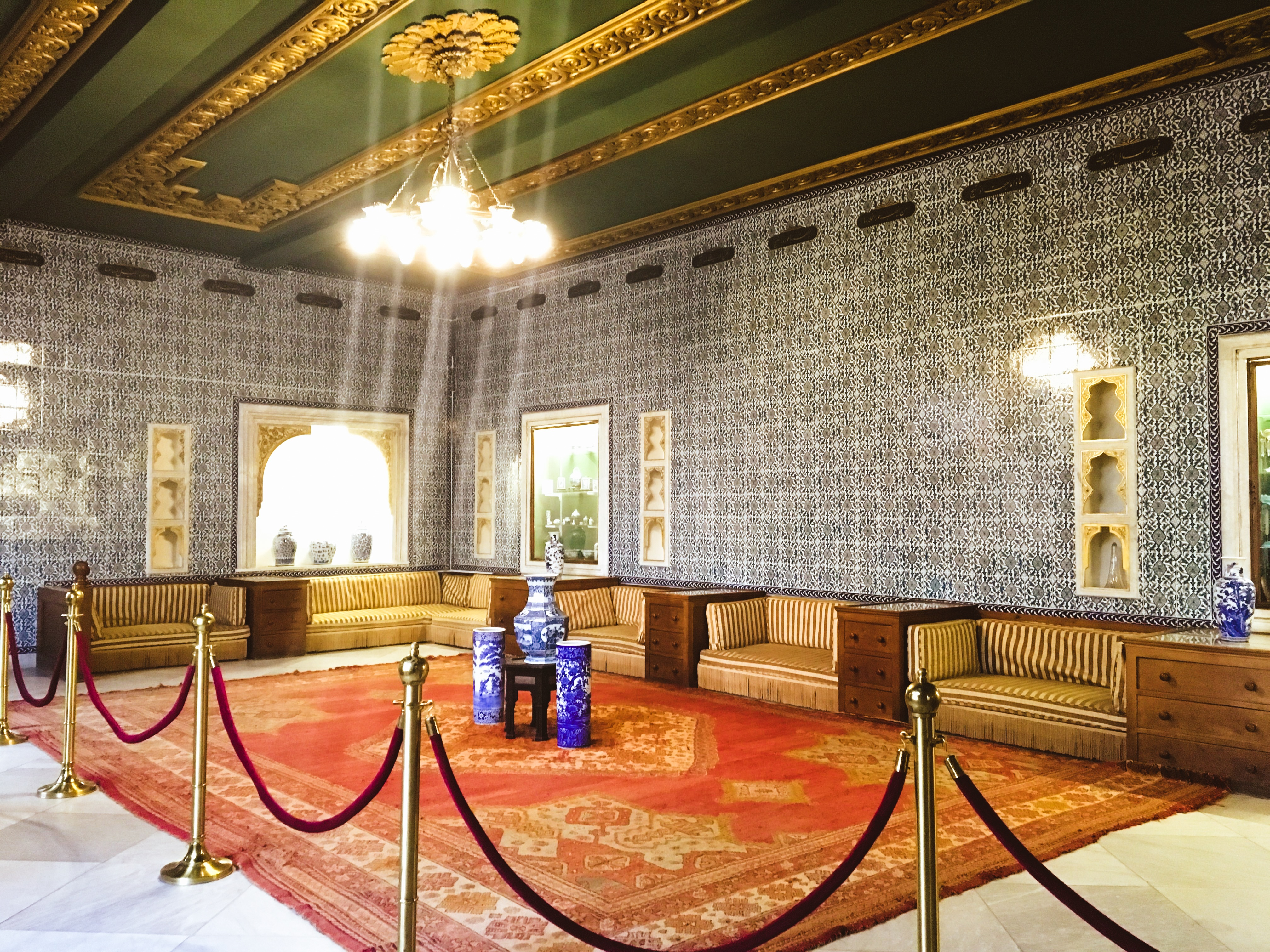
Salon de réception
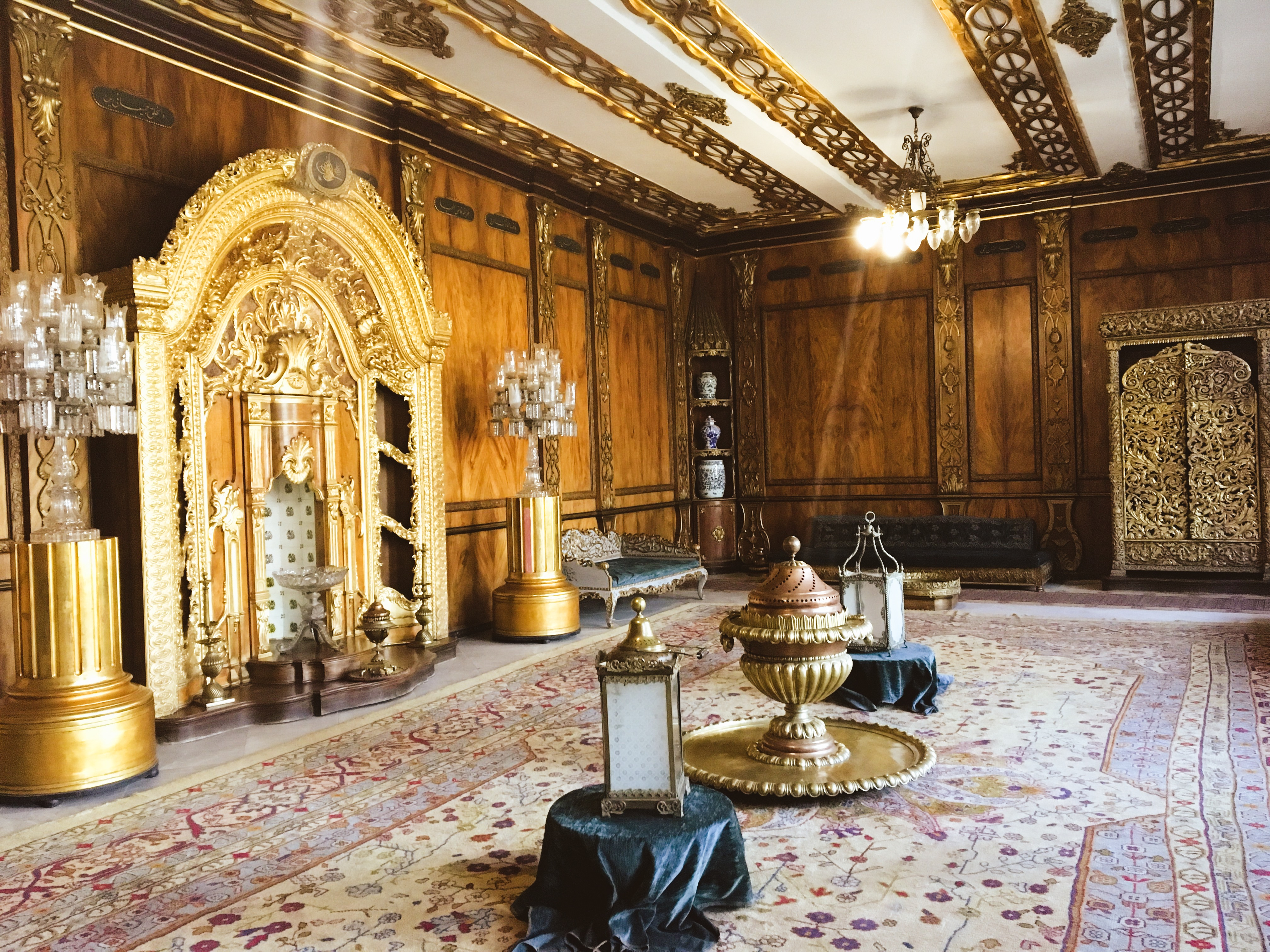
Salon de réception
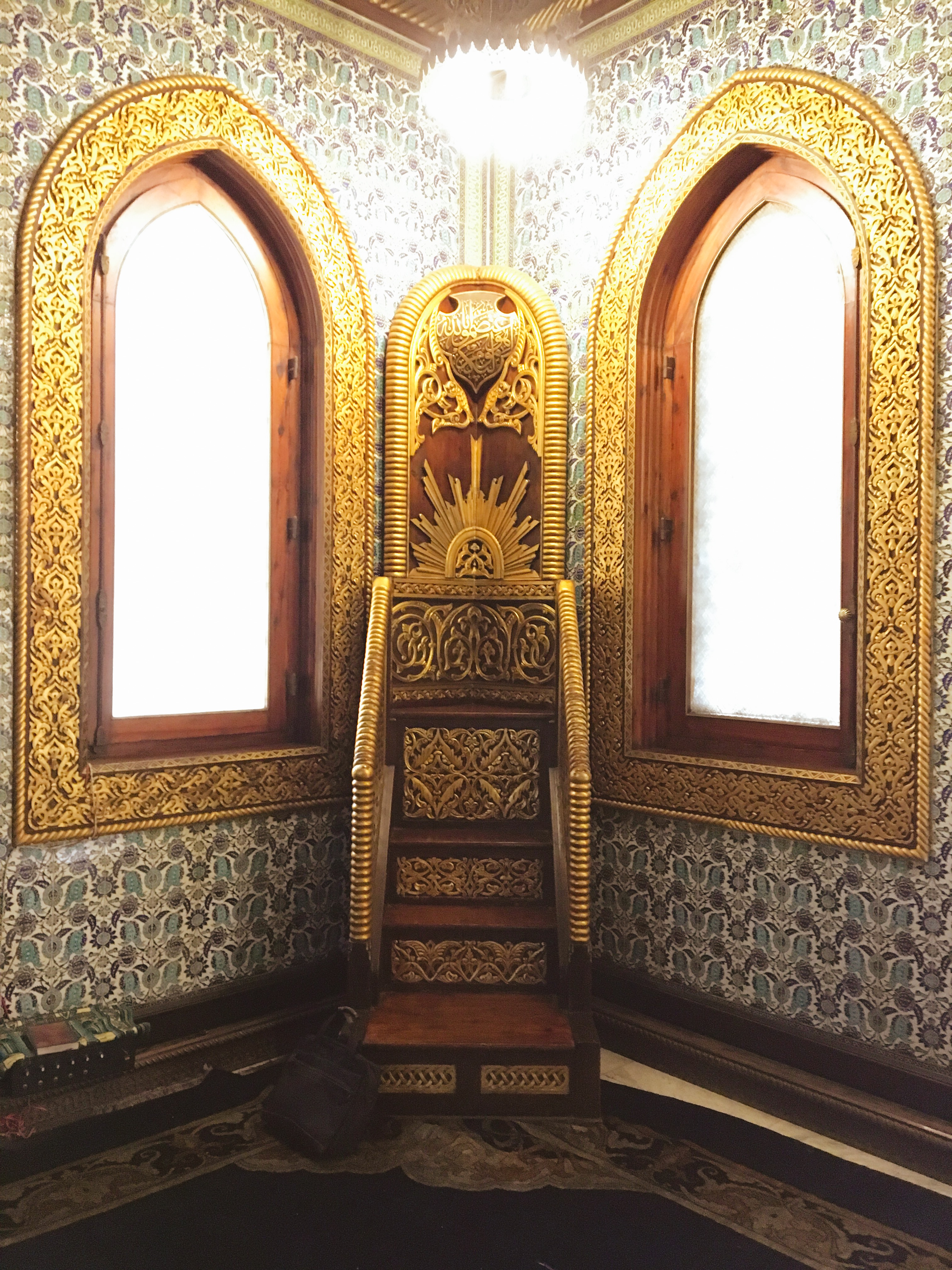
Minbar

De nombreuses autres photos sont visibles sur un site en arabe.